# Cihuateo
Cihuateo är en ort i Mexiko.   Den ligger i kommunen Los Reyes och delstaten Veracruz, i den sydöstra delen av landet, 240 km öster om huvudstaden Mexico City. Cihuateo ligger 1 906 meter över havet och antalet invånare är 421.
Terrängen runt Cihuateo är kuperad västerut, men österut är den bergig. Runt Cihuateo är det ganska tätbefolkat, med 155 invånare per kvadratkilometer. Närmaste större samhälle är Rafael Delgado, 17,6 km norr om Cihuateo. I omgivningarna runt Cihuateo växer i huvudsak städsegrön lövskog.